# آبشار بریدال ویل (واشینگتن)
آبشار بریدال ویل (به انگلیسی: Bridal Veil Falls (Washington)) آبشاری است که در کشور ایالات متحده آمریکا واقع شده‌است و بلندترین ریزشگاه آن ۴۰۵ متر ارتفاع دارد. حوضهٔ آبریز این آبشار، رود اسکای کومیش است.